# Disney XD América Latina
Disney XD (América Latina) foi um canal de televisão por assinatura que pertence ao The Walt Disney Company. Que transmite para América Latina e Caribe. Foi lançado em 1996, como Fox Kids. A rede tomou seu nome atual em 3 de julho de 2009. É transmitido em três feeds: North Zone, Multi-country Zone e South Zone. Possui séries focadas para o público masculino.[carece de fontes?] Mas é comercializado para meninos e meninas de 6 à 14 anos.[carece de fontes?] Pertence à Disney Media Networks Latin America de propriedade da The Walt Disney Company América Latina que pertence à The Walt Disney Company.
Em 10 de janeiro de 2022, foi anunciado o encerramento de diversos canais Disney na América Latina para o dia 31 de março, com o Disney XD incluido na lista.
Terminóu sua transmissão em 1º de abril de 2022 por volta das 6h, mas interrompou as transmissões na maioria de seus provedores de TV paga à meia-noite.

## História
O canal começou como Fox Kids em 1994, foi inicialmente um bloco de programação infantil, exibido nas manhãs do canal FOX. Eram exibidos séries de animação orientada para crianças. Em 1996, tornou-se um canal 24 horas, chamado Fox Kids. Juntamente com as séries exibidas no bloco anterior, foi caracterizado como sua maior influência o conteúdo de anime e algumas séries live-action como Power Rangers. A partir da década de 2000, a Fox Kids começou a organizar a Fox Kids World Cup, um campeonato de futebol em diferentes países em duas categorias: meninos e meninas. Na edição de 2003 participaram mais de 21 países, incluindo Brasil, Estados Unidos, Reino Unido, Turquia, Espanha, Argentina, Chile, Peru, entre outros.
No ano de 2002, a Fox Family Worldwide foi vendida para a The Walt Disney Company e, eventualmente, todas as redes de televisão da empresa estavam a mudar seus nomes e logotipos. Fox Family se tornou ABC Family e os canais internacionais foram rebrandados. Em julho de 2004, foi anunciado que a "Fox Kids Latin America" se tornaria "Jetix Latin America" como parte da rebrandagem em todo o mundo. Jetix Latin America foi lançada em 31 de julho de 2004. Apesar da rebrandagem, alguns comerciais da "Fox Kids" ainda estavam sendo exibidos até algumas semanas depois.
No Jetix, o canal colocou no ar maiores séries de animação, incluindo o Jetix Animation Concepts e algumas Disney Channel Original Series. Algumas séries live-action, como Power Rangers foi posta a exibição. A Fox Kids World Cup foi renomeada Jetix Cup assim a Copa Jetix se tornou menor, apenas com os países latino-americanos a jogarem. A partir de 2008, a maioria da programação do Jetix se consistia em Pucca, Power Rangers e Os Padrinhos Mágicos. O canal também estreou um filme original Disney Channel, Camp Rock.
Em fins de 2008, o Disney Channel Worldwide afirmou que Jetix Latin America, se tornaria Disney XD em 2009. A "Copa Jetix" foi rebatizada de "Copa Disney" para a adequação ao novo canal.
Finalmente, Disney & ESPN Media Networks anunciaram, em maio de 2009 que Jetix se tornaria Disney XD para 3 de julho de 2009.[carece de fontes?] A última série exibida como estreia no canal foi Clube dos Caça Monstros e Quantum Ray.
O último filme a ser exibido pelo Jetix foi O Bicho Vai Pegar. "Disney XD" estreou em 3 de julho de 2009[carece de fontes?] com a série original Disney XD Aaron Stone e Zeke & Luther seguido pelo filme Os Íncriveis e a estréia de Piratas do Caribe: O Baú da Morte.

## Feeds
O Disney XD América Latina esta dividido atualmente em dois diferentes feeds para a sua transmissão na região:
- Disney XD Norte: Arejado no México.
- Disney XD Panregional: Arejado na Colômbia, República Dominicana, Venezuela, América Central, Chile, Bolívia, Equador, Peru, Argentina, Paraguai e Uruguai.

## Datas de lançamento
- 8 de dezembro de 1996: lançado como Fox Kids.
- 31 de julho de 2004: lançado Jetix North, Jetix Multi-country e Jetix South.
- 1 de agosto de 2004: lançado Jetix Brazil.
- 3 de julho de 2009: lançado Disney XD.